# 戸谷公人
戸谷 公人（とたに きみと、1990年5月7日 - ）は、日本の元俳優、元タレント、元声優である。東京都出身。堀越高等学校卒業。

## 来歴
2005年、「第1回アミューズ王子様オーディション」で応募者約5000人の中から準グランプリを受賞。その後2007年に映画『椿三十郎』でデビューして以来、2008年7月『ペット大集合!ポチたま』のレギュラーとしておよそ2年出演し、2009年の『仮面ライダーディケイド』では主要キャストとして海東大樹 / 仮面ライダーディエンド役を演じた。
2009年8月8日よりオフィシャルブログをアメブロに移行。
2018年11月30日、デビューから長年所属していたアミューズを退所し、翌12月1日に青二プロダクションへ移籍したことを自身のブログにて発表。以来2022年8月1日独立するまでの間、同プロダクションに在籍していた。
2025年4月20日、レースクイーンの来栖りなとの結婚を前提にした交際を明らかにした。同月26日、結婚と芸能界引退を発表した。

## 人物
愛称は「きみちゃん」「きみくん」。
趣味は音楽鑑賞、スポーツ、作詞、ペット。ペットは犬を5匹、猫を1匹、オウムを一匹それぞれ飼っているという。
一人っ子。
好きな色は赤・黒・ピンク・ブルー・ゴールド。
好きなアーティストはリンキン・パーク、Mr.Children、EXILE、GACKT。
好きな食べ物はチョコレート。
著名な家族として、父親で声優の戸谷公次が挙げられる。2015年に刊行された『フィギュア王 No.208』のインタビュー記事の中で、名前は非公表としながらも、父親が『聖闘士星矢』や『北斗の拳』に出演していた声優であると語っており、その後2016年11月13日のブログで父親が戸谷公次であることを公表した。前出の青二プロダクションも、戸谷公次が生前在籍していた事務所であった。
高校の同級生には俳優の三浦春馬、鮎川太陽、Hey! Say! JUMPの八乙女光がおり、中でも三浦とは仲が良かった。
特技はバスケットボール、スキー（1級）、スノーボード、極真空手（2段）、書道（4段）、ゴルフ、英語検定準2級、漢字検定2級、殺陣。普通自動車免許。大型バイク免許。

## 出演

### テレビドラマ
- 今日は渋谷で6時（2008年1月5日、フジテレビ） - キミト 役
- ごくせん 第3シリーズ（2008年4月 - 6月、日本テレビ） - 高橋公人 役
  - ごくせん 卒業スペシャル（2009年3月28日、日本テレビ） - 高橋公人 役
- スクラップ・ティーチャー〜教師再生〜 第2話（2008年10月18日、日本テレビ） - 不良高校生 役
- 仮面ライダーシリーズ（テレビ朝日）
  - 仮面ライダーディケイド 第9話 - 最終話（2009年3月 - 8月） - 海東大樹 役
  - 仮面ライダージオウ EP28 - EP30・EP42・EP43・EP47 - LAST（2019年3月24日 - 4月7日・7月7日・14日・8月11日 - 25日） - 海東大樹 / 仮面ライダーディエンド 役[19]※友情出演
- 侍戦隊シンケンジャー 第二十幕（2009年7月5日、テレビ朝日） - 海東大樹 役
- ドラマスペシャル「樅ノ木は残った」（2010年2月20日、テレビ朝日） - 塩沢丹三郎 役
- 宮部みゆきミステリー パーフェクト・ブルー 第4話（2012年10月29日、TBS） - 秋末雅史 役
- 青山ワンセグ開発「ハイレグパンダ」第3話（2013年8月22日、NHK Eテレ）
- 土曜ワイド劇場（テレビ朝日）
  - 「ホゴカン 熱血保護司・村雨晃司の事件簿」（2013年8月31日） - 吉岡武 役
  - 「警視庁・捜査一課長〜ヒラから成り上がった最強の刑事4」（2015年5月23日） - 高地刑事 役
- 科捜研の女 第13シリーズ 第7話（2013年11月28日、テレビ朝日） - 谷津勝成 役
- Dr.DMAT 第10話（2014年3月13日、TBS） - 久保浩司 役
- WOWOW連続ドラマW「天使のナイフ」 第4話（2015年3月15日、WOWOWプライム） - ケン 役
- AKBラブナイト 恋工場 第1話「初めての朝」（2016年4月21日、テレビ朝日） - 健太 役
- 木曜ミステリー「警視庁・捜査一課長」 第6話（2016年5月19日、テレビ朝日） - 刑事・高地真介 役
- ファイブ（2017年7月 - 8月、フジテレビ） - 山近亨 役

### 映画
- 椿三十郎（2007年、東宝） - 守島広之進 役
- 平成仮面ライダーシリーズ（東映） - 海東大樹 役
  - 劇場版 超・仮面ライダー電王&ディケイド NEOジェネレーションズ 鬼ヶ島の戦艦（2009年）
  - 劇場版 仮面ライダーディケイド オールライダー対大ショッカー（2009年）
  - 仮面ライダー×仮面ライダー W&ディケイド MOVIE大戦2010（2009年）
  - 仮面ライダー×仮面ライダー×仮面ライダー THE MOVIE 超・電王トリロジー EPISODE YELLOW お宝DEエンド・パイレーツ（2010年） - 主演
  - 仮面ライダー×スーパー戦隊 スーパーヒーロー大戦（2012年4月21日公開）
- 真夏のオリオン（2009年、東宝） - 山下寛二（水測員） 役
- 僕達急行 A列車で行こう（2012年3月24日公開、東映） - 日輪 役
- いま、殺りにゆきます「わたしのししゅう」（2012年12月15日公開、キングレコード） - 悟 役
- Work Shop（2013年、ポニーキャニオン） - 柏木 役
- 劇場版 東京伝説 歪んだ異形都市（2014年6月7日公開、アットエンタテインメント） - 真吾 役
- の・ようなもの のようなもの（2016年1月16日公開）- 志ん茸 役
- シュウカツ（2016年4月2日公開） - 第1話『見えない相手』主演
- シュウカツ2（2018年2月24日公開） - 一次面接『ディベート』主演（溝口琢矢とW主演）

### 舞台
- 天聖八剣伝（2010年6月19日 - 27日、天王洲銀河劇場） - 司祭 剣崎顕 役
- BLACK&WHITE〜悪魔のテンシ 天使のアクマ〜（2010年8月28日 - 9月5日、サンシャイン劇場） - 96182（悪魔長） 役
- 新宿バックストリート（2011年2月9日 - 13日、全労済ホール スペース・ゼロ） - 主演・卯月大悟 役
- SAMURAI挽歌〜房州幕末編〜（2011年3月15日 - 21日、全労済ホール スペース・ゼロ） - 主演・小助 役
- KEEP OUT!〜勝手にアジトにしないで下さい〜（2011年6月1日 - 5日、東京：シアターサンモール / 6月11日・12日、名古屋：テレピアホール） - 西尾拓海 役
- 冒険絵本 PINOCCHIO（2011年8月12日 - 22日、東京：渋谷区文化総合センター大和田 / 8月25日 - 28日、大阪：シアターBRAVA!） - キツネ 役
- 戦国BASARA3（2011年10月14日 - 16日、大阪：シアターBRAVA! / 10月23日 - 30日、東京：東京ドームシティシアターGロッソ） - 長宗我部元親 役
- ハロー、イエスタディ（2012年3月14日 - 18日、全労済ホール スペース・ゼロ） - 主演・浜崎一平 役
- LIVE ACT 青の祓魔師〜魔神の落胤〜（2012年5月11日 - 17日、日本青年館） - 奥村雪男 役
- JEWELRY HOTEL（2012年7月13日 - 22日、紀伊國屋ホール） - 神部保 役
- 双牙〜ソウガ〜（2012年10月4日 - 9日、シアター1010） - コウエイ 役
- マティーニ! 〜ただ今、撮影5時間押し〜（2013年2月6日 - 11日、シアター1010） - 成瀬一 役
- 見上げればあの日と同じ空（2013年4月4日 - 15日、紀伊國屋ホール） - 大橋公造 役
- ROBOTICS;NOTES（2013年5月3日 - 12日、全労済ホールスペース・ゼロ） - 日高昴 役
- タンブリング vol.4（2013年8月1日 - 4日・13日 - 19日、東京：赤坂ACTシアター / 8月31日- 9月1日、大阪：シアターBRAVA!） - 清水潤 役
- 異聞天狼伝～會津新撰組残党記（2013年9月6日・8日、全労済ホール スペース・ゼロ） - 新撰組三番隊隊長 斎藤一 役（日替わりゲスト）
- 日付のないカレンダー（2013年12月21日 - 29日、ザ・ポケット） - 主演・廻カケル 役
- 双牙〜ソウガ〜（2014年4月9日 - 16日、シアター1010） - コウエイ 役
- 見上げればあの日と同じ空（2014年5月21日 - 25日、東京：本多劇場 / 5月31日、大阪：サンケイホールブリーゼ） - 大橋公造 役
- タンブリング FINAL（2014年7月18日、赤坂ACTシアター） - 清水潤 役（日替わりゲスト）
- シーラカンスプロデュースVol.2：リーディング✕コンテンポラリーダンス公演『W･シェイクスピア HUMAN』（2014年10月22日・24日、本多劇場） - ロミオ 役
- 一週間フレンズ（2014年11月14日 - 24日、CBGKシブゲキ!!） - 桐生将吾 役
- 朗読劇「僕とあいつの関ヶ原」（2015年8月6日 - 7日、天王洲 銀河劇場） - 島左近 / 染音 役
- 朗読劇「しっぽのなかまたち４」（2015年8月15日 - 23日、全労済ホール スペース・ゼロ） - 金谷 / ケンシロウ / クッキー 役
- 人狼TLPT×PSYCHO-PASSサイコパス「INNOCENT MURDERER-無垢なる殺人者」（2015年9月24日 - 10月4日、シアターサンモール） - 執行官 不知火了 役
- 魔王ロス症候群（2015年12月23日 - 29日、シアターサンモール） - 僧侶 アセスル 役
- 片想い（2016年2月3日 - 7日、俳優座劇場） - 動物園飼育員・佐々岡一平 役
- 朗読劇『雲は湧き、光あふれて』（2016年3月30日 - 4月3日、紀伊國屋サザンシアター） - 月谷 / 滝山亨 役
- 小さな結婚式～いつか、いい風は吹く～（2016年4月6日 - 10日、紀伊國屋ホール） - 支店長 佐藤健太 役
- あたっくNo.1（2017年6月2日 - 11日、博品館劇場） - 主演・中尉 寺内一郎 役
- MIDSUMMER CAROL～ガマ王子VSザリガニ魔人～（2017年8月16日 - 20日、東京：シアターサンモール / 9月2日 - 3日、大阪：ABCホール） - 室町（ザリガニ魔人） 役
- リーディングドラマ『シスター』（2018年3月24日、博品館劇場） - 弟 役
- うつろのまことー近松浄瑠璃久遠道行（2018年6月3日 - 10日、博品館劇場） - 徳兵衛 役
- 男子はつらくないよ?（2018年7月29日 - 8月4日、三越劇場） - 谷幹人 役
- はたらく細胞（2018年11月16日 - 25日、シアター1010） - ヘルパーT細胞 役[20]
- 東海道四谷怪談外伝・嘘（2019年1月31日、白金高輪 セレネ スタジオ SELENE b2） - 若旦那 役
- Monkey Works Vol.1『キンギンヒシャカク！〜乙女の一手〜』（2019年2月16日 - 17日、草月ホール） - 部長 荻野将棋 役
- 男子はつらくないよ??（2019年8月11日、よみうりホール） - 谷幹人 役（日替わりゲスト）
- 朗読劇「青空」（2019年8月17日、三越劇場） - 大和 役
- 銀岩塩VOL.4 FUSIONICAL STAGE『ABSO-METAL』〜価値×時間＝幸せのメダル〜（2019年9月5日、こくみん共済 coopホール/スペース・ゼロ） - スペシャルゲスト出演
- 五右衛門マジック（2019年10月10日～20日予定、CBGKシブゲキ!!） - 石川五右衛門 役[21] ※椎間板ヘルニアの悪化により出演見合せ
- GORIZO STAGE vol.2『エドアス!～大江戸キック・アス!～』（2019年12月18日 - 23日、浅草九劇） - 主演
- リーディングドラマ『シスター』（2020年4月18日予定、新宿角座） - 弟 役 ※新型コロナウイルス感染症拡大防止の為開催中止

### ミュージカル
- MASKED RIDER LIVE&SHOW 〜十年祭〜（2009年6月28、29日） - 海東大樹 / 仮面ライダーディエンド 役
- 少女革命ウテナ〜白き薔薇のつぼみ〜（2018年3月8日 - 18日、CBGKシブゲキ!!） - 桐生冬芽 役[22]

### テレビ番組
- ペット大集合!ポチたま（2008年7月 - 2010年3月、テレビ東京） - レギュラー
- ごちダン☆レシピ（2012年5月 - 7月、BS朝日）

### Webドラマ
- 奇妙な恋の物語-THE AMAZING LOVE STORY-「縁切り神社」（2014年7月3日 - 全4話、UULA） - 信一郎 役[23]
- 聖☆おにいさん 第II記 -（2019年、第7話、ピッコマTV） - ペトロ 役 ※声の出演
- 仮面ライダーシリーズ
  - RIDER TIME 仮面ライダーディケイド VS ジオウ ディケイド館のデス・ゲーム Chapter 3（2021年2月21日、東映特撮ファンクラブ） - 仮面ライダーディエンド 役 ※声の出演
  - 仮面ライダーアウトサイダーズ ep.1（2023年1月29日、東映特撮ファンクラブ） - 仮面ライダーディエンド 役[24] ※声の出演

### オリジナルビデオ
- 仮面ライダージオウ NEXT TIME ゲイツ、マジェスティ（2020年） - 海東大樹 / 仮面ライダーディエンド 役 ※友情出演[25]

### インターネット
- LIVE ACT「『青の祓魔師』〜魔神の落胤〜」前夜祭 燐＆雪=了&公人・ふたりのトークLIVE!（2012年3月31日、あっ!とおどろく放送局）
- なうメン△（2012年6月8日、アメーバスタジオ）
- 楽屋の神様（2012年10月24日、ニコニコ生放送）
- ブサイク☆キングダム（2012年11月28日、アメーバスタジオ）
- 双牙〜ソウガ〜公演記念特別番組（2013年3月21日、アメーバスタジオ）
- きみラボ（2013年5月9日 - 2017年10月27日、STOLABO TOKYO）

### 雑誌
- ニコラ メンズモデル
- 声優JUNON vol.9
- 声優アニメディア 2020年8月号〜 連載中

### プロモーションビデオ
- FLOW『ありがとう』

### DVD
- てれびくん全員サービスビデオ『仮面ライダーディケイド 超アドベンチャーDVD 守れ!<てれびくんの世界>』（2009年） - 海東大樹 / 仮面ライダーディエンド 役
- 1st DVD「Monopolize」（2010年3月）

### イベント
- AMUSE PRESENTS「バラエティーショー2006〜真冬のどんちゃん騒ぎ〜」（2006年12月28日、天王洲銀河劇場）
- Amuse Presents「スーパーハンサム祭り〜お台場紅白歌合戦〜」（2007年12月30日、Zepp Tokyo）
- AMUSE PRESENTS「SUPER LIVE 2008 〜 今宵 あなたとシンギングー 〜」（2008年12月30日、Zepp Tokyo）
- Amuse presents「THE GAME 〜Boy's Film Show〜」（2009年8月16日、中野サンプラザ / 振替公演：9月22日・23日、C.C.レモンホール）
- 仮面ライダーディケイド ファイナルステージ & 番組キャストトークショー（2009年9月13日、グランキューブ大阪 / 9月26日・27日、C.C.レモンホール）
- 神戸コレクションプリュス（2009年9月18日、ラヴィマーナ神戸）
- 「Amuse presents SUPER ハンサム LIVE 2009 ♂男 da 男!! ♂」（2009年12月29日・30日、Zepp Tokyo）
- ファーストDVD「Monopolize」発売イベント（2010年3月14日、タワレコ渋谷店 / 横浜アニメイト）
- 映画公開記念 超電王3トリロジー トークショー（2010年4月29日、九州グリーンランド）
- イマジン超クライマックスツアー2010（2010年5月3日、グランドプリンスホテル新高輪）
- 戸谷公人 BirthDayイベント〜間もなくトタニ十歳! ずっとキミと一緒〜（2010年5月5日、横浜赤レンガ倉庫）
- THE GAME〜Boy's Film Show〜（2010年8月2日・3日、ゆうぽうとホール / 8月15日、メルパルク大阪）
- Amuse presents SUPER ハンサム LIVE 2010（2010年12月29日 - 30日、Zepp Tokyo）
- Amuse presents SUPER ハンサム LIVE 2011（2011年12月26日 - 28日、パシフィコ横浜）
- トライフルエンターテインメント主催チャリティーイベント（2012年6月16日、中野ザ・ポケット）
- Amuse presents SUPER ハンサム LIVE 2012」（2012年12月26日 - 28日、パシフィコ横浜）
- 佐香智久ニューシングル「バイバイ」リリース記念イベント（2013年7月17日、ラゾーナ川崎 ルーファ広場）
- BACS Award!2013（2013年8月6日、新宿FACE）
- Amuse presents SUPER ハンサム LIVE 2013（2013年12月26日・27日、舞浜アンフィシアター）
- 「ハッピーレシピ」体感型謎解きイベント（2014年2月16日、dining & bar KITSUNE）
- 10th ANNIVERSARY Amuse presents SUPER ハンサム LIVE 2014〜EVER LASTING SHOW〜（2014年12月26日 - 28日、パシフィコ横浜）
- 『きみラボ』公開生放送スペシャル（2015年3月28日）
- 「魔王ロス症候群」公演記念プレトークイベント（2015年10月24日、ドリームストア新宿）
- 「10th ANNIVERSARY Amuse presents SUPER ハンサム LIVE 2014〜EVER LASTING SHOW〜」DVD発売記念 先行上映会（2015年11月15日、ラフォーレミュージアム六本木）
- スマボch「花の!85年組!85年組vs90年組」スペシャルEvent（2015年12月30日、新宿村スタジオ）
- アニメ「ドリフェス!」OP/EDテーマ「PLEASURE FLAG / シンアイなる夢へ!」リリースイベント「Miracle☆Greeting! 02」（2016年10月1日、池袋サンシャインシティ噴水広場）
- AGF2016「ドリフェス!」Catch Your Yell!!サイン会（2016年11月5日・6日、池袋サンシャインシティ）
- 「ドリフェス!」KUROFUNE結成!!記念イベント（2016年11月13日、シネマート新宿）
- KUROFUNE 1stシングル「ARRIVAL -KUROFUNE Sail Away-」発売記念イベント「“KUROFUNE” Shoot! Raid!」（2016年11月19日、科学技術館サイエンスホール / 11月26日、兵庫県民会館けんみんホール）
- HANDSOME FESTIVAL 2016（2016年12月17日・18日、TOKYO DOME CITY HALL / 12月29日、東京国際フォーラム ホールA）
- ドリフェス!ファンミーティング02～感謝をとどける2ndステージ‼～（2017年1月7日・8日、ニッショーホール）
- 「ドリフェス!」風間圭吾バースデーイベント（2017年3月14日、アニON秋葉原）
- 「ドリフェス研究室」公開生放送（2017年3月16日、アニON秋葉原）
- DearDream 1st LIVE「Real Dream」（2017年5月4日、Zepp DiverCity TOKYO）
- アニメ「ドリフェス!」1stシーズン応援上映会（2017年6月16日、新宿ピカデリー）
- KUROFUNE 1stミニアルバム「FACE 2 FAITH」発売記念ミニライブ&ハイタッチ会（2017年7月2日、科学技術館サイエンスホール）
- ドリフェス!ファンミーティング03（2017年9月17日・18日、日本青年館ホール / 9月29日・30日、堂島リバーフォーラム）
- 「アニメフィルムフェスティバル東京2017」アニメ「ドリフェス！R」上映会（2017年10月15日、TOHOシネマズ新宿）
- AGF2017「ドリフェス!Miracle☆Greeting!03」ミニLIVE&ハイタッチ会（2017年11月3日、池袋サンシャインシティ噴水広場）
- AGF2017「ドリフェス！R」キャストお渡し＆握手会（2017年11月4日、池袋サンシャインシティ）
- DearDream & KUROFUNEがゆく 全国行脚の旅（2017年11月11日、アニメイト新宿店 / 11月23日、小倉：あるあるCity / 11月25日、名古屋：第3太閤ビル）
- BREAK OUT祭 2017 –autumn-（2017年11月19日、Zepp Tokyo）
- 「D-Fourプロダクションpresents DearDream ＆ KUROFUNEドリフェス！ イリュージョンShow Time in DMM VR THEATER」C公演アフタートーク（2017年12月9日、DMM VR THEATER）
- DearDream 1st LIVE TOUR 2018『ユメノコドウ』（2018年1月20日、大阪：Zepp Osaka Bayside / 2月25日、神奈川：パシフィコ横浜）
- 映画『シュウカツ2』完成披露試写会（2018年1月28日、ヤクルトホール）
- ドリフェス! Presents『BATTLE LIVE KUROFUNE vs DearDream』（2018年2月3日・4日、なかのZERO 大ホール）
- ドリフェス! Presents FINAL STAGE at NIPPON BUDOKAN 「ALL FOR TOMORROW!!!!!!!」(2018年10月20日 - 21日、日本武道館）
- 仮面ライダーディケイド × ハローキティ コラボイベント inサンリオピューロランド（2020年4月4日予定、サンリオピューロランド1階エンターテイメントホール）※新型コロナウイルス感染症拡大防止の為開催中止
- 劇団ジャングル第23幕（2020年4月26日予定、東京秋葉原・ラジオ会館10階イベントスペース）※新型コロナウイルス感染症拡大防止の為開催中止
- 井上正大バースデーイベント マゼンタオーダーの会合 ピンクじゃないマゼンタだ（2020年7月25日予定、カラオケパセラ グランデ渋谷）※新型コロナウイルス感染症拡大防止の為2回延期後、最終本人体調不良のため開催中止
- ドリフェス!R Specialサイコー超えてる!ミラクル★オーケストラ★ステージ（2022年10月8日予定、東京芸術劇場コンサートホール）※体調不良のため出演見送り、代わりに沢村千弦役・正木郁が出演

### テレビアニメ
- ドリフェス!（2016年、風間圭吾）
- 王様ゲーム The Animation（2017年、河上勇佑[26]）
- 働くお兄さん!（2018年、カメ田先輩[27]、ホッキョクグマ）
- B-PROJECT〜絶頂*エモーション〜（2019年、外嶋）
- ID:INVADED イド:インヴェイデッド（2020年、隊員B）

### ゲーム
- 仮面ライダーバトル ガンバライド（2009年、アーケード） - 仮面ライダーディエンド 役
  - 仮面ライダーバトル ガンバライド カードバトル大戦（2010年7月29日、ニンテンドーDS）
  - 仮面ライダーバトル ガンバレジェンズ（2023年、アーケード）
- 仮面ライダー クライマックスヒーローズ シリーズ - 仮面ライダーディエンド 役
  - 仮面ライダー クライマックスヒーローズ（2009年8月6日、PlayStation 2）
  - 仮面ライダー クライマックスヒーローズW（2009年12月3日、Wii）
  - 仮面ライダー クライマックスヒーローズ オーズ（2010年12月2日、Wii・PSP）
  - 仮面ライダー クライマックスヒーローズ フォーゼ（2011年12月1日、Wii・PSP）
  - 仮面ライダー 超クライマックスヒーローズ（2012年11月29日、Wii・PSP）
- 仮面ライダー バトライド・ウォーシリーズ - 仮面ライダーディエンド 役
  - 仮面ライダー バトライド・ウォー（2013年5月23日、PS3）
  - 仮面ライダー バトライド・ウォーII（2014年6月、PS3・Wii U）
  - 仮面ライダー バトライド・ウォー 創生（2016年2月、PS4・PS3・PS Vita）[28]
- 仮面ライダーバトル ガンバライジング（2013年、アーケード） - 仮面ライダーディエンド 役
- 仮面ライダー サモンライド!（2014年12月4日、PS3・Wii U） - 仮面ライダーディエンド 役
- ライブリズムアプリ『ドリフェス!/ドリフェス!R』（2016年5月25日 - 2018年5月1日） - 風間圭吾 役
- データカードダス 『ドリフェス!/ドリフェス!R』（2016年11月24日 - 2018年3月28日） - 風間圭吾 役
- オール仮面ライダー ライダーレボリューション（2016年12月1日、3DS） - 仮面ライダーディエンド 役
- 仮面ライダー シティウォーズ（2019年、iOS・Android） - 仮面ライダーディエンド 役
- BLADE XLORD -ブレイドエクスロード-（2020年、iOS・Android） - ケヴィン・グッドマン 役[29]
- ドトコイ-（2020年、iOS・Android・PC） - 小野圭一 役
- METALLIC CHILD（2021年、Nintendo Switch・Steam） - シャティー 役[30]

### 吹き替え

#### 映画
- 唐山大地震（2015年、松竹） - 楊志（ヤン・ジー） 役

#### アニメ
- DCスーパーヒーロー・ガールズ（2020年、Netflix） - スーパーマン / クラーク・ケント 役
- 天空侵犯（2021年、Netflix） - 学徒仮面 役

### ナレーション
- NHK高校講座「社会と情報」（1学期：2019年4月18日 - 7月25日 / 2学期：2019年9月5日 - 12月12日、NHK Eテレ）※回によってはリポーターやスタジオゲストとして顔出し出演も含む